# Тивења (Ла Специја)
Тивења је насеље у Италији у округу Ла Специја, региону Лигурија.
Према процени из 2011. у насељу је живело 243 становника. Насеље се налази на надморској висини од 333 м.